# Miss My Love
"Miss My Love" är en låt framförd av Tommy Nilsson, skriven av Peter Bliss och släppt på singel 1988. Låten fanns även med på Nilssons musikalbum It.
Låten låg på Trackslistan i 5 veckor och nådde som högst plats 2.